# Карым (Республика Алтай)
Кары́м — посёлок в Майминском районе Республики Алтай России, входит в состав Усть-Мунинского сельского поселения.

## География
Посёлок расположен на расстоянии 53 км к югу от села Майма, административного центра района.

## Население
| 2008 | 2009 | 2010 | 2011 | 2012 | 2013 | 2014 |
| ---- | ---- | ---- | ---- | ---- | ---- | ---- |
| 103  | ↘94  | ↘75  | →75  | ↗79  | ↘75  | →75  |
| 2015 | 2016 |      |      |      |      |      |
| ↗82  | ↘81  |      |      |      |      |      |

## Улицы
Уличная сеть посёлка состоит из двух объектов: пер. Заречный и ул. Молодёжная.